# Philodendron hatschbachii
Philodendron hatschbachii är en kallaväxtart som beskrevs av Marcus A. Nadruz och Simon Joseph Mayo. Philodendron hatschbachii ingår i släktet Philodendron och familjen kallaväxter. Inga underarter finns listade.